# Louis-Amable Quévillon
Louis-Amable Quévillon né le 14 octobre 1749 dans le quartier de Saint-Vincent de Paul, à Laval (Québec) et décédé dans le même quartier le 9 mars 1823 est un sculpteur, un menuisier et un homme d'affaires canadien. Il est connu pour avoir décoré plusieurs églises de la province de Québec. Il emploie plusieurs artistes, dont Amable Gauthier, Alexis Millette, Louis-Xavier Leprohon, Amable Charron, Joseph Pépin, Urbain Desrochers, René Beauvais et Louis-Thomas Berlinguet.
D'abord menuisier, il se spécialise dans la sculpture ornementale. Il développe un style qui influence ses disciples et élèves au point de le désigner comme quévillonnage. À ce titre, il produit plusieurs pièces de mobiliers comme des autels et des tabernacles pour des églises.

## Œuvres
- Basilique Notre-Dame de Montréal
- Église Sainte-Famille de Boucherville
- Église Sainte-Anne de Varennes
- Église Saint-François-Xavier de Verchères
- Église Saint-Denis de Saint-Denis-sur-Richelieu
- Église Saint-Grégoire de Nicolet
- Église de Saint-Ours
- Église de Saint-Marc-sur-Richelieu
- Église Saint-Jean-Baptiste de Rouville
- Église Saint-Joseph de Chambly
- Église Saint-Michel de Vaudreuil
- Église de la Visitation au Sault-au-Récollet (Montréal)
- Église Saint-Henri de Lévis
- Église Saint-Michel-de-Bellechasse
- Église Notre-Dame-de-Liesse de Rivière-Ouelle
- Église Saint-Louis de Kamouraska
- Église de Saint-Joachim-de-Shefford